# علم اجتماعي كمومي
علم اجتماعي كمومي (بالإنجليزية: Quantum social science)‏ هو مجال ناشئ للبحث متعدد التخصصات الذي يرسم أوجه التشابه بين فيزياء الكم والعلوم الاجتماعية. على الرغم من عدم وجود إجماع مستقر على نهج واحد، يتمثل الموضوع الموحد في أنه في حين أن العلوم الاجتماعية قد صممت نفسها منذ فترة طويلة على أساس العلم الآلي، إلا أنها يمكن أن تتعلم الكثير من الأفكار الكمية مثل المكاملة والتشابك. يحفز بعض المؤلفين نظريات العقل الكمومي القائلة بأن الدماغ، وبالتالي التفاعلات البشرية، تستند حرفيًا إلى العمليات الكمية، بينما يهتم آخرون أكثر بالاستفادة من مجموعة أدوات الكم لمحاكاة السلوكيات الاجتماعية التي تستعصي على العلاج التقليدي. كانت الأفكار الكمية مؤثرة بشكل خاص في علم النفس، لكنها بدأت في التأثير على مجالات أخرى مثل العلاقات الدولية والدبلوماسية فيما وصفته إحدى الأوراق البحثية لعام 2018 بـ"التحول الكمي في العلوم الاجتماعية".